# Route nationale 84b
La route nationale française 84b ou RN 84b était une route nationale française reliant Collonges à Pougny et à la route cantonale 4 (route de Chancy) dans le canton de Genève en Suisse par le pont de Chancy.
À la suite de la réforme de 1972, la RN 84b a été déclassée en RD 984b.